# Ordem do Mérito da Defesa
A Ordem do Mérito da Defesa é uma condecoração criada pelo Decreto nº 4.263, de 10 de junho de 2002, e tem por finalidade premiar as personalidades civis e militares, brasileiras ou estrangeiras, que prestarem relevantes serviços às Forças Armadas, os militares que se houverem distinguido no exercício da profissão e, excepcionalmente, organizações militares e instituições civis, nacionais ou estrangeiras, suas bandeiras e estandartes.

## Graus
- Grã-Cruz (cruz dourada)
- Grande-Oficial (cruz prata)
- Comendador (cruz bronze)
- Oficial
- Cavaleiro

## Barretas
| Barretas  | Barretas | Barretas   | Barretas       | Barretas |
| --------- | -------- | ---------- | -------------- | -------- |
| Cavaleiro | Oficial  | Comendador | Grande Oficial | Grã-Cruz |